# Rosquillo
Els rosquillos o les crespellines són bescuits filipins fets de farina, ous, greix alimentari, sucre, i llevat en pols. Foren al principi creats per Margarita “Titay” T. Frasco el 1907 a Liloan, Cebu. El nom significa "rotllet" en castellà (de rosca, "anell") i es diu que fou inventat pel president Filipí Sergio Osmeña.
Malgrat compartir el nom, els rosquillos filipins no tenen relació amb l'espanyol rosquillos (més ben conegut per rosquilles, roscos, o rosquillos de vino), els quals són més semblants a dònuts.
Hi ha dues variants notables dels rosquillos, de formes diferents. El primer és galletas del Carmen, el qual és en forma de flor i no té cap forat en el centre. L'altre és galletas de bato (lit. "cracker de mola de molí"), el qual té un forat en el centre però no té vora dentada.